# SIAI S.22
Die SIAI S.22 war ein Rennflugboot des italienischen Flugzeugherstellers SIAI-Marchetti. Es wurde als Nachfolgeprojekt der erfolglosen Modelle SIAI S.17 und SIAI S.21 gebaut, um die Schneider-Trophy zu gewinnen, doch die Maschine stürzte am 28. Juli 1921 vor dem Lago Maggiore ab, wobei der Pilot getötet wurde.

## Geschichte
Die Vorgängermodelle SIAI S.17, SIAI S.19 und SIAI S.21 sollten nach Plänen von SIAI die Schneider-Trophy gewinnen, diese Flugboote waren jedoch nicht erfolgreich: Die S.17 stürzte in den Lago Maggiore, bei der S.19 gelang es nicht, den Motor sicher einzubauen. Die S.21 konnte aufgrund eines Kielschadens in Monaco nicht starten. Bei SIAI entschloss man sich für ein neues zweimotoriges Konzept. SIAI war auf der Suche nach der maximalen Aerodynamik und verstärkte das Flugzeug mit Drahtseilen und Metallverstrebungen, doch das Flugzeug konnte den Belastungen nicht standhalten und stürzte ab, wobei der Pilot ums Leben kam. Für 1922 hatte SIAI eine Konstruktion aus Leichtmetall angekündigt, dieses Vorhaben wurde jedoch aufgegeben.

## Technik
Abweichend von den Vorgängermodellen, war die S.22 ein Doppeldeckerflugboot mit kanuförmigem Holzrumpf, aber mit zwei Motoren, die wie bei den Vorgängern mittig an der oberen Tragfläche befestigt waren. Die S.22 hatte ein einsitziges, offenes Cockpit mit Windschutzscheibe. Die Tragflächen waren, wie auch schon bei den Vorgängermaschinen SIAI S.8 bis SIAI S.21, mit Leinen bespannt und mit Holmen und Stahldrähten am Rumpf befestigt. Die S.22 war für die geplante Teilnahme an der Schneider-Trophy mit zwei Motoren Isotta Fraschini V.6 mit je 300 PS und zwei Vierblatt-Luftschrauben ausgerüstet, wobei jeweils einer als Zug- und der andere als Druckmotor arbeitete. Die Motorbefestigung wurde aus Stahlholmen gefertigt.

## Technische Daten
| Kenngröße             | Daten                                            |
| --------------------- | ------------------------------------------------ |
| Besatzung             | 1                                                |
| Länge                 | 7,62 m                                           |
| Spannweite            | 13,5 m                                           |
| Höhe                  | unbekannt                                        |
| Flügelfläche          | unbekannt                                        |
| Leermasse             | unbekannt                                        |
| Startmasse            | ca. 2500 kg                                      |
| Antrieb               | zwei Isotta Fraschini V.6 mit je 300 PS (221 kW) |
| Reisegeschwindigkeit  | unbekannt                                        |
| Höchstgeschwindigkeit | unbekannt                                        |
| Reichweite            | unbekannt                                        |
| Bewaffnung            | –                                                |